# Colombo-Plan
Der Colombo-Plan wurde 1950 auf einer Konferenz der Außenminister der Commonwealth-Staaten in Colombo (Sri Lanka, damals Ceylon) beschlossen. Der Lebensstandard, besonders die Ernährungsbedingungen, in den Ländern Süd- und Südostasiens soll durch groß angelegte Investitionen angehoben werden. Die begünstigten Länder (Sri Lanka, Indien, Pakistan, Malaysia und Singapur) erhalten Kapitalhilfe und technische Unterstützung von anderen Mitgliedsländern, vor allem Australien, Kanada (bis 1992), Neuseeland, Japan, Großbritannien (bis 1991) und den USA (die den Großteil des Geldes beisteuern).

## Geschichte
Der Colombo-Plan wurde als Idee auf einer Commonwealth-Konferenz der Außenminister in Sri Lanka im Januar 1950 entworfen. Auf dem Treffen wurde die Idee eines Plans ins Rollen gebracht, der durch internationale Zusammenarbeit die Lebensbedingungen in Südasien verbessern soll. Ursprünglich war der Plan für sechs Jahre entworfen. Die Gründungsmitglieder waren allesamt Mitglieder des Commonwealth – Australien, Vereinigtes Königreich, Kanada, Ceylon, Indien, Neuseeland und Pakistan – bis sich der Plan zu einer internationalen Organisation entwickelte, mit heute 25 Mitgliedern. Im Jahre 1977 wurde eine neue Verfassung verabschiedet und der Name der Organisation in "The Colombo Plan for Cooperative Economic and Social Development in Asia and the Pacific" geändert, um die Erweiterung der Aufgaben zu verdeutlichen. In den früheren Jahren war der Colombo-Plan dafür verantwortlich den Geld- und Technologieaustausch zur koordinieren. Neben dem rein technischen Ausbau von Straßen, Krankenhäusern, Zementfabriken, Universitäten und anderen infrastrukturellen Maßnahmen, wurde auch Geld in die Ausbildung von Menschen gesteckt, die für den Erhalt dieser Infrastruktur sorgen sollen.

## Aktuelle Mitglieder
Aktuell nehmen 25 Mitglieder an dem Colombo-Plan teil, einschließlich Nicht-Commonwealth-Ländern, sowie Mitglieder regionaler Vereinigungen wie dem Verband Südostasiatischer Nationen sowie der Südasiatischen Vereinigung für regionale Kooperation.
| Mitglied           | Beitrittsjahr |
| ------------------ | ------------- |
| Afghanistan        | 1963          |
| Australien         | 1950          |
| Bangladesch        | 1972          |
| Bhutan             | 1962          |
| Brunei             | 2008          |
| Fidschi            | 1972          |
| Indien             | 1950          |
| Indonesien         | 1953          |
| Iran               | 1966          |
| Japan              | 1954          |
| Südkorea           | 1962          |
| Laos               | 1951          |
| Malaysia           | 1957          |
| Malediven          | 1963          |
| Mongolei           | 2004          |
| Myanmar            | 1952          |
| Nepal              | 1952          |
| Neuseeland         | 1950          |
| Pakistan           | 1950          |
| Papua-Neuguinea    | 1973          |
| Philippinen        | 1954          |
| Singapur           | 1966          |
| Sri Lanka          | 1950          |
| Thailand           | 1954          |
| Vereinigte Staaten | 1951          |
| Vietnam            | 2004          |

## Ehemalige Mitglieder
Vier Mitgliedsländer sind nicht mehr im Colombo-Plan enthalten, davon die zwei Gründungsmitglieder im Jahre 1950, Kanada und das Vereinigte Königreich. Südvietnam wurde nach der Vereinigung mit dem Norden zur Sozialistischen Republik Vietnam und diese trat 1978 aus. Im Jahre 2001 bis 2003 wurde Vietnam jedoch wieder in die Liste der Beobachter zugelassen und 2004 als neues Mitglied akzeptiert.
| Mitglied               | Beitrittsjahr | Austrittsjahr |
| ---------------------- | ------------- | ------------- |
| Kanada                 | 1950          | 1992          |
| Vereinigtes Königreich | 1950          | 1991          |
| Kambodscha             | 1951          | 2004          |
| Südvietnam             | 1951          | 1975          |